# Arches-cluster
De Arches-cluster is de meest compacte sterrenhoop van de Melkweg en ligt op ongeveer 100 lichtjaar afstand van het Galactisch centrum. De cluster is gelegen in het sterrenbeeld Boogschutter. Door de grote interstellaire extinctie in de richting van het Galactisch centrum kan hij alleen geobserveerd worden door straling in het Röntgen-, infrarood- of radiogolfgebied. De straal van de cluster bedraagt ongeveer 1 lichtjaar. Hij bevat ongeveer 150 jonge, erg hete sterren die vele malen groter zijn dan de zon. Zulke sterren leven maar een paar miljoen jaar voordat hun waterstofvoorraad opraakt als gevolg van hun extreme helderheid.
De leeftijden van de Arches- en Quintuplet-cluster, een andere massieve jonge cluster in het gebied, worden beide geschat op 2 tot 4 miljoen jaar. Van de meeste massieve sterren in de Arches-cluster wordt verwacht dat het supernova's worden, die uiteindelijk evolueren tot neutronensterren of zwarte gaten.